# イヌムギ
イヌムギは、ありふれたイネ科の雑草の一つ。芒のほとんどない、先端のとがった楕円形の小穂をつける。緑色の大きな小穂が目印。

## 特徴
イヌムギ(Bromus catharticus Vahl)は、単子葉植物イネ科スズメノチャヒキ属の植物である。日本ではごく普通な雑草としてよく見られるもののひとつで、その中ではやや大きく偏平な小穂が目につきやすい。
根元で枝分かれして束生し、背丈は40-120cmに達する。葉は細長く、長さ15-30cm、幅は4-10mm、ほぼ偏平で緑色。基部はやや二つ折の葉鞘となる。茎の下部ではここに白毛を密生する。
花期は5-8月で、茎の先端から円錐花序を出す。茎は数個の節があって、それぞれから少数の枝を伸ばし、それぞれに1-4個の小穂をつける。全体としてはごくまばらに小穂をつけた枝が、先端に向かってやや垂れる。
小穂は両端のとがった披針形で偏平、長さ2-2.5cm。緑色で無毛、6-10花を含む。穎はいずれも先がとがり、ごく短い芒があるが、肉眼的にはほとんどない印象である。日本産のものでは内部の花は閉鎖花であり、開かないままで結実する。

## 小穂
この類の小穂は比較的単純で、二列に並んだほぼ同じ形の小花が数個並び、基部の一対の包穎、小花ごとの護穎はいずれもよく似ているから、単に同じような鱗片が重なっているように見える。実際には第一包穎が一回り小さく、葉脈の数も少ない（第一包穎は3-5、第二包穎は7-9、護穎は約10）。内穎は外から見えないが他の穎の半分ほど。

## 生育環境
乾燥した草地に生える。道ばたでもよく見かけ、背丈や生育の雰囲気はカモジグサなどにも似ている。

## 分布
北海道から九州まで広く見られる。ただし沖縄にはない。原産は南アメリカ、現在ではヨーロッパ、北アメリカにも帰化している。日本への侵入は明治初年。

## 利害
ごくありふれた雑草である。農耕地でも放置すると生えてくる。

## 分類
日本では上記の学名が使われるが、長田は B. unioloides (Wild.) H. B. K. を使うべきだと述べている。世界に広く帰化しているものでもあり、原産地では近似種が多いため、混乱があるようである。

## 近似種等
同属にはスズメノチャヒキなど道端で見かける普通種が多いが、多くはより細長い形の小穂をもち、また長い芒があってよく目立つので、混同することはない。ごくよく似ているものにヤクナガイヌムギ(B. carinatus Hook. et Arn.)がある。ノゲイヌムギ(B. sitchensis)の名を使うこともあるが、長田はこれを誤同定と見ている。いずれにしても、日本国内ではこの種がごく普通である。道ばたに見られ、そこそこ背の高いイネ科で、これだけ大きな小穂で、芒がほとんど見えない、というのは他にないので、見分けのつきやすいものではある。